# دمیرکوی (یوسف‌علی)
دمیرکوی (به ترکی استانبولی: Demirköy) یک منطقهٔ مسکونی در ترکیه است که در یوسف‌علی واقع شده‌است. دمیرکوی ۲۰۵ نفر جمعیت دارد.